# Amerikansk knölsvärta
Amerikansk knölsvärta (Melanitta deglandi) är en mörk andfågel som häckar i Alaska och Kanada. Till nyligen behandlades amerikansk och sibirisk knölsvärta som en och samma art och längre tillbaka båda två som en del av svärtan. Den minskar i antal, men kategoriseras ändå som livskraftig av IUCN.

## Utbredning och systematik

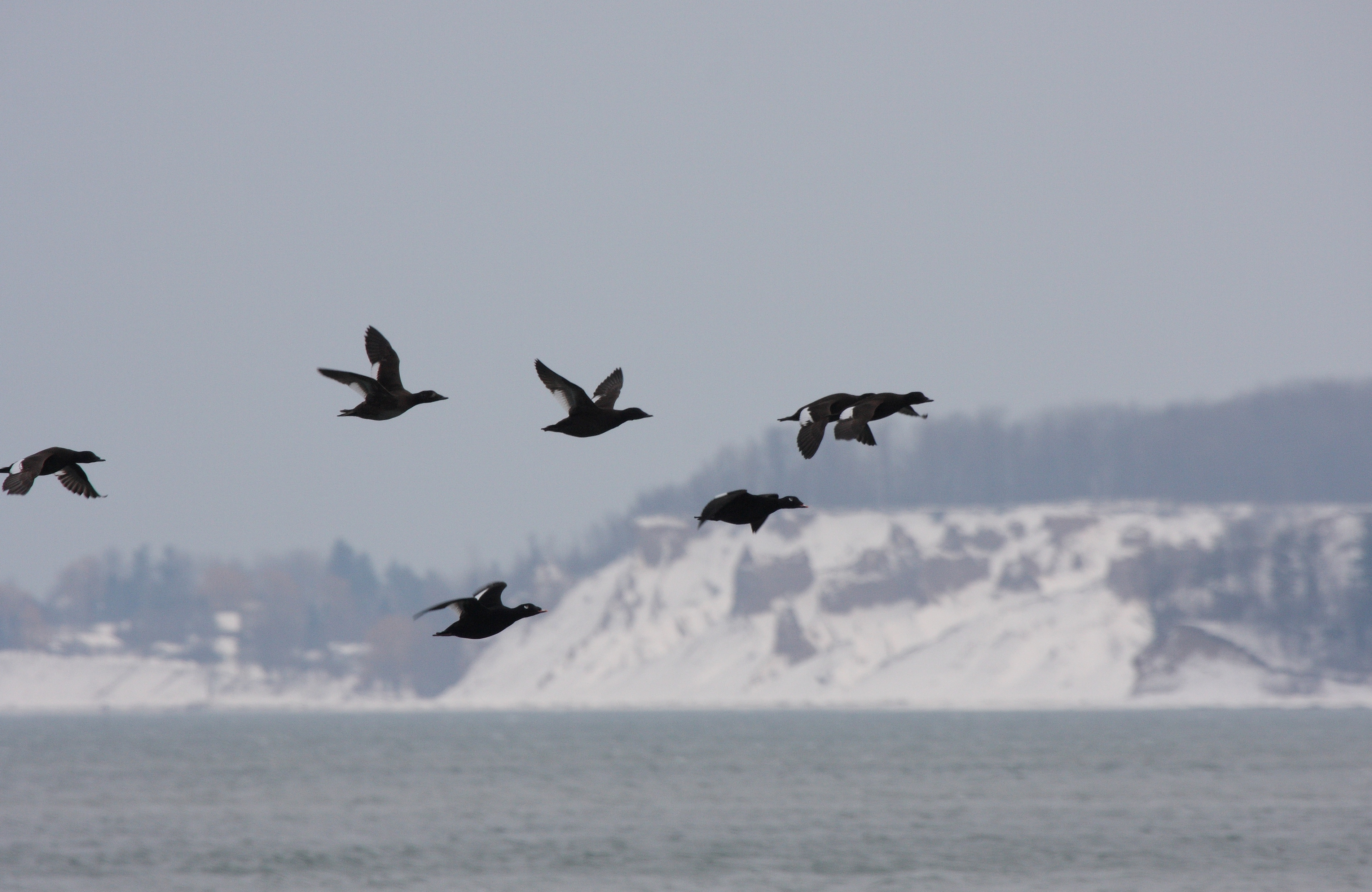
Flygande flock i Ontariosjön i januari.

Amerikansk knölsvärta, sibirisk knölsvärta (M. stejnegeri) och svärta (M. fusca) beskrevs från början alla tre som egna arter, men fördes ihop till en enda i början av 1900-talet, under fusca, efter Dwight (1914) och Hartert (1920). De tre taxonen går dock att skilja åt i alla åldrar och kön genom dräktskillnader, näbbens färg och form samt huvudform. Hybridisering mellan de tre taxonen är okänd, vilket är ovanligt bland andfåglar, och det förekommer inte klinala variationer. På grund av detta delade Sveriges ornitologiska förenings taxonomiska kommitté upp svärtan som en art och de båda knölsvärtorna, med underarterna deglandi och stejnegeri som en art i januari 2007. I mars 2019 delades även de båda knölsvärtorna upp som var sin art: amerikansk och sibirisk knölsvärta. Denna linje följs idag av flera stora taxonomiska auktoriteter som International Ornithological Congress (IOC) och Clements et al.
Amerikansk knölsvärta häckar i Alaska samt i västra och centrala Kanada. Det finns en utbredningslucka mellan amerikansk och sibirisk knölsvärta kring Berings sund, eftersom de föredrar att häcka på tajga. De båda knölsvärtorna är flyttfåglar och drar sig då ut till kusterna. Amerikansk knölsvärta återfinns om vintern utefter Amerikas västra och östra kust så långt söderut som till norra Mexiko. Under vintern överlappar de båda knölsvärtornas utbredningsområde och det förekommer blandflockar.

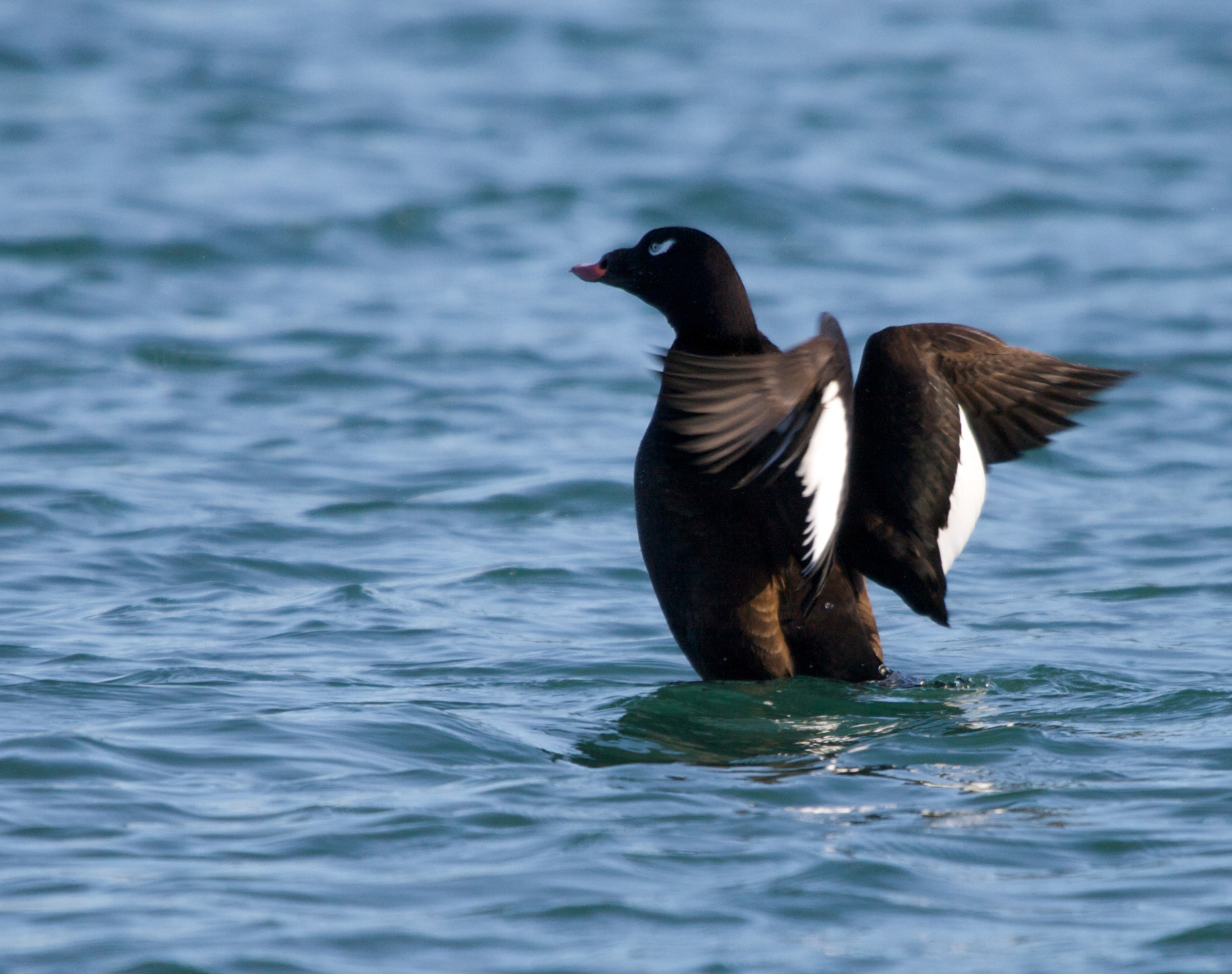
Hane amerikansk knölsvärta på Ontariosjön.

### Amerikansk knölsvärta i Europa
Fågeln är en mycket sällsynt gäst i Europa, med flest fynd på Island.  I Sverige har två fynd gjorts. Det första skedde i maj 2017 då en stationär adult hane uppehöll sig vid Svenska Högarna i Stockholms skärgård, och året därpå uppehöll sig två individer vid samma lokal. Även 2019, 2020 och 2021 återvände en av hanarna, under större delen av maj. 2024 i maj uppehöll sig en individ på Åland vid fågelreservatet Lågskär.

## Utseende

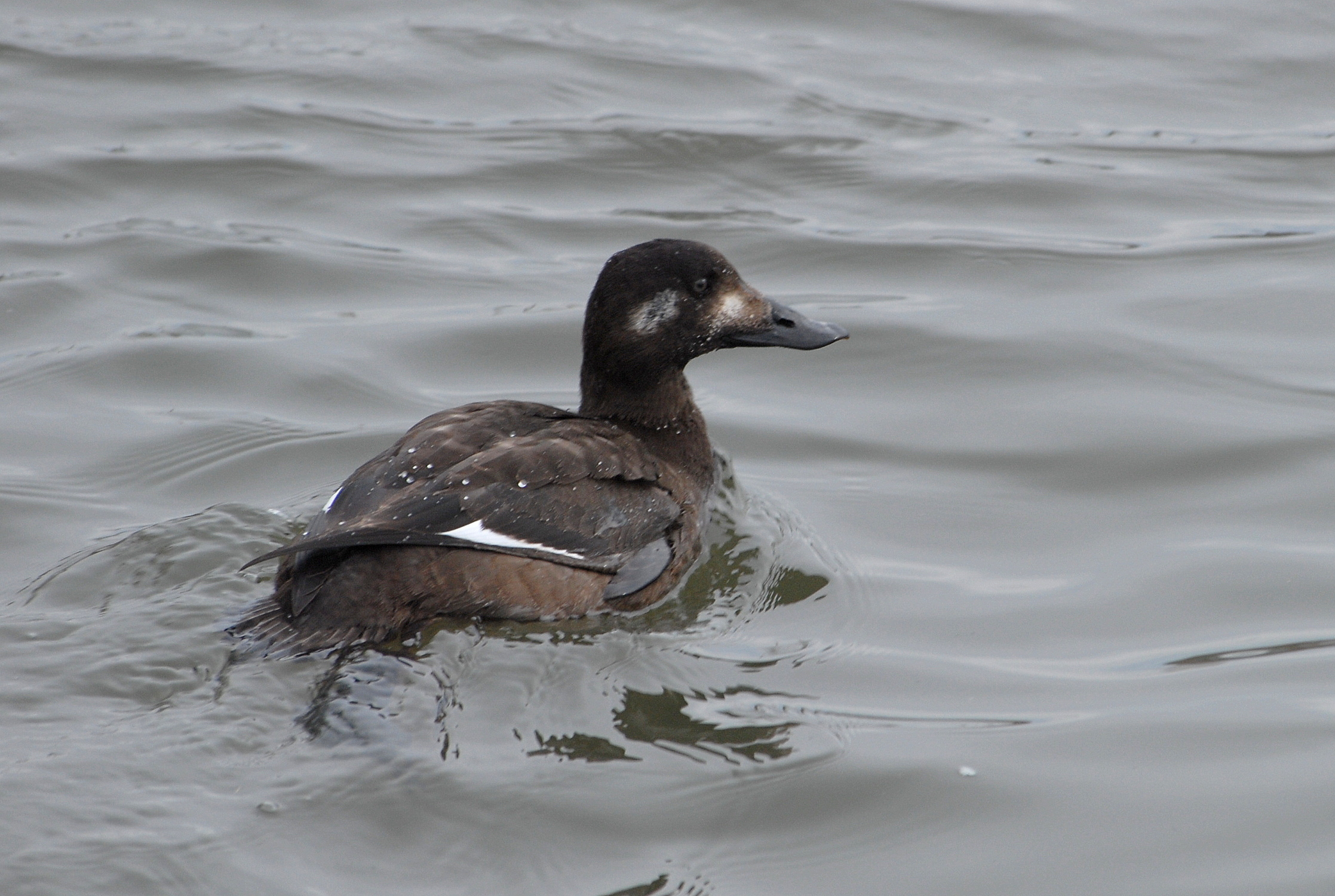
Adult hona.

Amerikansk knölsvärta är lik svärtan men har en större näbbknöl vilket främst syns hos den adulta hanen. Dock är den inte lika stor som hos sibirisk knölsvärta. Adult hane stejnegeri skiljer sig vidare genom flackare övergång mellan hjässan, mer markant näbbknöl, gul underkant på den orangeröda näbbspetsen (istället för tvärtom) samt mindre svart på undernäbbens kanter. Flankerna är vidare helsvarta istället för mörkbruna. Näbbfärgen hos adult hane är i det närmaste trefärgad i rött, gult och orange.

## Läte
Amerikanska knölsvärtan är en jämförelsevis mycket tystlåten and. Hanen har rapporterats yttra en tvåstavig vissling under häckningssäsongen, i engelsk litteratur återgiven som "whur-er" eller "fee-er", men det är oklart om lätet är kopplat till ett spel. I en studie från 1959 noterades inga ljud alls från hanen under parbildningen, dock en tunn vissling från honan.

## Ekologi
Amerikanska knölsvärta föredrar att häcka i tajga och inte på öppen tundra. Under vintern återfinns de i stora täta flockar som har en tendens att lyfta samtidigt.
Liksom andra Melanitta-änder lever amerikansk knölsvärta nästan uteslutande genom att dyka, varigenom den fångar sina byten på eller nära botten. I övervintringsområdet är mollusker som blåmusslor och kräftdjur en viktig del av födan, medan den sommartid främst lever av kräftdjuret Hyalella azteca och insektslarver.

### Häckning
Amerikansk knölsvärta har ett seriellt monogamt häckningsbeteende, där nya par bildas varje år och hanen lämnar honan när äggläggning inletts. Boet göms i täta snår av vinbärssläktet Ribes eller i rosenbuskar, ofta flera kilometer från närmaste vatten. Fåglar återvänder till samma område för att häcka år efter år och kan till och med använda samma boplats.

## Namn
Fågelns vetenskapliga artepitet hedrar den franske ornitologen Côme Damien Degland (1787–1856).

## Status och hot
Internationella naturvårdsunionen IUCN kategoriserar deglandi som livskraftig (LC) baserat på stor population och stort utbredningsområde. Dock är utvecklingstrenden negativ.

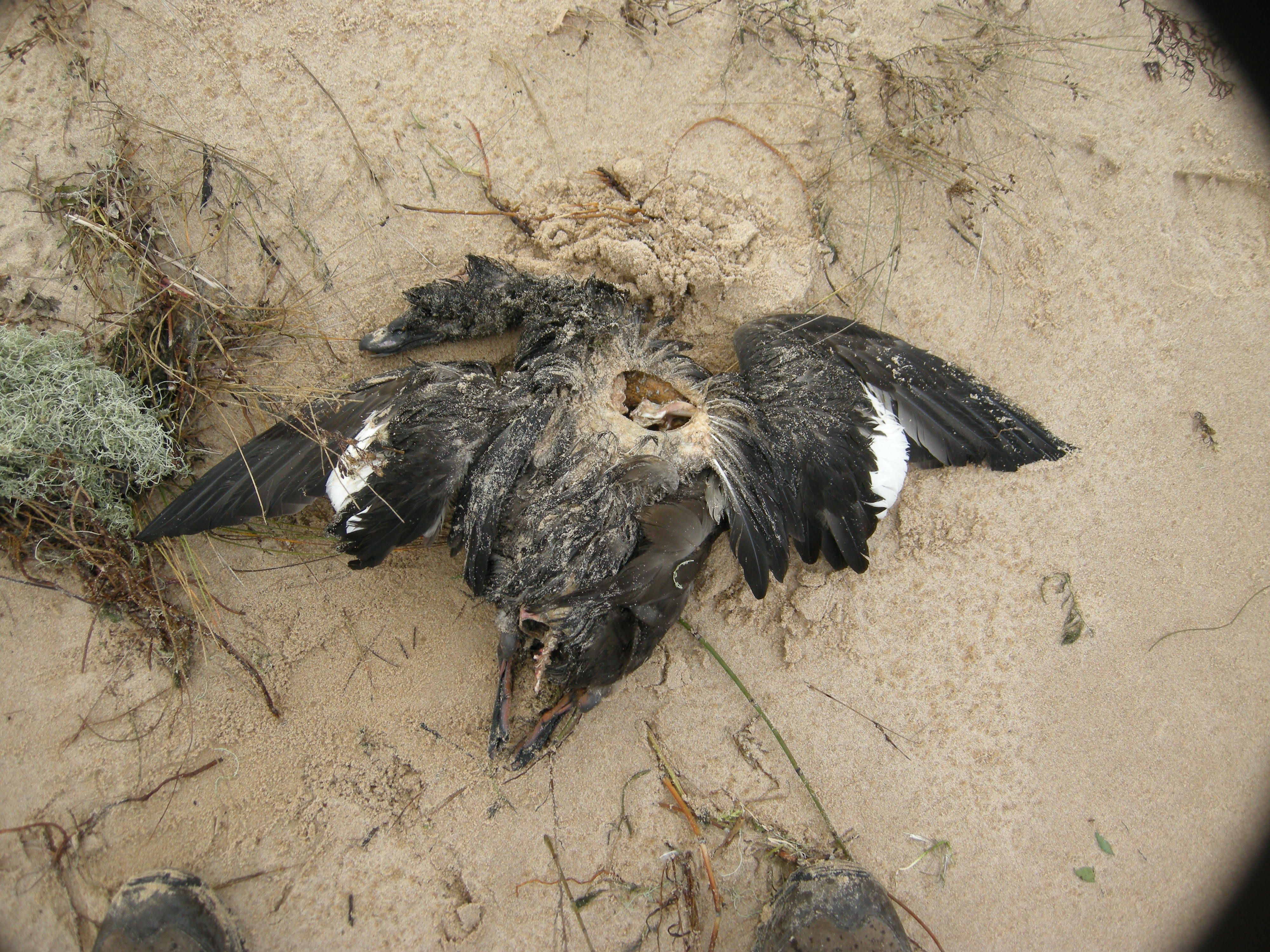
Amerikansk knölsvärta som fallit offer för botulism.